# Lago Uvs
El lago Uvs o Uvs Nuur es un lago salino, el mayor lago de Mongolia. 

## Descripción
El lago Uvs Nuur  está a unos 753 m s. n. m. y ocupa un área de 3350 km². La parte noreste se sitúa en Rusia. El mayor asentamiento humano cercano al lago es Ulaangom. Es un lago poco profundo y muy salado, es el último vestigio de un inmenso mar que cubría el área hace millones de años.
El lago tiene unas dimensiones de 84 km de longitud y  79 km de anchura con una profundidad media de 6 m. Su cuenca está separada del resto de la depresión de los Grandes Lagos por el Khan Khökhii.
Los principales ríos tributarios del lago son el Baruunturuun, el Nariin gol y el Tes procedentes de las montañas Jangai por el este, y los ríos Kharkhiraa y Sangil gol del macizo de Altái por el oeste.

## Cuenca de lago Uvs
La cuenca del Uvs Nuur es una cuenca endorreica, que en su mayor parte se encuentra en las provincias de Hövsgöl, Uvs y Zavhan, en Mongolia y una pequeña parte en la república de Tuvá, en Rusia.
El lago Uvs Nuur es el centro de una cuenca hidrográfica que abarca una área de 700 000 km² y alberga una de las zonas mejor conservadas de estepa euroasiática. En esta zona los desiertos más septentrionales se unen con la tundra más meridional. Además del lago Uvs Nuur, la cuenca comprende otros pequeños lagos, entre ellos el lago Üüreg Nuur, que se sitúa a 1450 m s. n. m..

### Patrimonio de la Humanidad
El lago es uno de los doce bienes individuales incluidos en el bien transfronterizo de la «Cuenca del Uvs Nuur», declarado en 2003 Patrimonio de la Humanidad, que protege un área de 898 063,5 ha y una zona de respeto de 170 790 ha.